# Revista Jurídica da Presidência da República
A Revista Jurídica da Presidência da República  é uma revista eletrônica quadrimestral da Presidência da República do Brasil, sob competência do Centro de Estudos Jurídicos da Presidência.

## História
Criada em maio de 1999 com a denominação de Revista Jurídica Virtual, quando circulou o primeiro volume com vários temas, entre os quais, uma entrevista com o então Presidente da República, Fernando Henrique Cardoso, sobre a reforma do Judiciário. Em 20 de junho de 2005 a portaria Nº 434 muda a denominação do periódico para Revista Jurídica da Presidência da República.

## Linha editorial
A revista é especializada em literatura acadêmica da comunidade de operadores do Direito, como: professores, estudantes, pesquisadores, advogados, magistrados, promotores, procuradores e defensores públicos, com ênfase em temas voltados para o Direito Administrativo Brasileiro.